# Egino di Turingia
Egino (... – 3 agosto 908) fu conte nel regno dei Franchi Orientali e margravio di Turingia alla fine del IX secolo.

## Biografia
Egino apparteneva alla dinastia Babenberg, ed era il fratello minore di Enrico di Franconia e Poppone II di Turingia. Tutti e tre potrebbero essere stati i figli o nipoti di Poppone I di Franconia.
Egino venne investito assieme a suo fratello Poppone in Turingia nell'882 e 883, ma i motivi di tale concessione sono sconosciuti. Nell'882 Egino e i Sassoni scatenarono una guerra contro Poppone e i Turingi e li sconfissero. Nell'883 è segnalato come un co-margravio dei Turingi e sconfisse nuovamente suo fratello, costringendolo a ritirarsi con solo un piccolo residuo della sua forza di combattimento originale.
Mentre il necrologio di Fulda registra la morte di Egino nell'886, egli è menzionato su alcuni documenti come vivente nell'887 e nell'888. Egino fu ucciso, insieme a Burcardo di Turingia, e Rodolfo I, vescovo di Würzburg, in battaglia con i Magiari nella battaglia di Eisenach.